# Hentschelita
La hentschelita és un mineral de la classe dels fosfats, que pertany al grup de la latzulita. Rep el seu nom del Dr. Gerhard Hentschel (1930-), del Servei Geològic de Hessen, Alemanya.

## Característiques
La hentschelita és un fosfat de fórmula química CuFe₂³⁺(PO₄)₂(OH)₂. Va ser aprovada com a espècie vàlida per l'Associació Mineralògica Internacional l'any 1985. Cristal·litza en el sistema monoclínic. La seva duresa a l'escala de Mohs és 3,5.
Segons la classificació de Nickel-Strunz, la hentschelita pertany a «08.BA: Fosfats, etc. amb anions addicionals, sense H₂O, només amb cations de mida mitjana, (OH, etc.):RO₄ sobre 1:1» juntament amb els següents minerals: ambligonita, montebrasita, tavorita, triplita, zwieselita, sarkinita, triploidita, wagnerita, wolfeïta, stanĕkita, joosteïta, hidroxilwagnerita, arsenowagnerita, holtedahlita, satterlyita, althausita, adamita, eveïta, libethenita, olivenita, zincolibethenita, zincolivenita, auriacusita, paradamita, tarbuttita, barbosalita, latzulita, scorzalita, wilhelmkleinita, trol·leïta, namibita, fosfoel·lenbergerita, urusovita, theoparacelsita, turanita, stoiberita, fingerita, averievita, lipscombita, richel·lita i zinclipscombita.

## Formació i jaciments
Va ser descoberta a l'indret anomenat Point 20.0, a Katzenstein, Odenwald (Hessen, Alemanya). També ha estat descrita a altres indrets d'Alemanya, Argentina, Austràlia, Brasil, República Txeca, França, Polònia, Portugal, Anglaterra i els Estats Units.